# Management politic
Managementul politic este un domeniu larg și mereu în dezvoltare care conține o serie de activități în politica profesionistă. Domeniul include managementul campaniilor și consultații, crearea/achiziția de reclame politice, politica mișcărilor de mase, informații despre opoziție, propagarea ideilor, activitatea  de lobby, finanțarea campaniilor de alegeri și sondajelor de opinie. Uneori se consideră că managementul politic este o aplicație a științelor politice.

## Istoric
Managerii politici au apărut prima dată la începutul secolului al XX-lea, când politica americană s-a îndepărtat mult de politica centrată pe partide spre un mediu focalizat mai mult pe candidați individuali. Candidații au început să angajeze propriul  staff să managerizeze decizii strategice, finanțarea campaniilor și să conducă activitățile de campanie zilnice. Inițial, firmele corporative de relații publice au fost angajate pentru a manageriza campanii. Totuși, în cele din urmă, firmele de relații publice, specializate în campanii publice au ieșit la suprafață în decursul decadelor 1950 și 1960. Unul dintre primii profesioniști, denumiți „consultant politic”, a fost Joseph Napolitan, care a ajuns să înființeze American Association For Political Consultants (Asociația Americană a Consultanților Politici). În cele din urmă, consultanții specializați în aspecte specifice ale campaniilor au început să crească în popularitate , ca de exemplu Tony Schwartz , creatorul firmei „Daisy” ad cu reputație proastă în prezent, unul dintre primii consultanți media, specializați în campanii politice. După media, sondajele de opinie au fost unul dintre primele servicii, căutate de managerii de campanii, urmate de marketingul prin poștă (en: direct mail). În prezent managerii de campanii se specializează într-un domeniu larg de zone de consulting care includ strategii, sondaje de opinie, marketing prin poștă, finanțarea campaniilor de alegeri, proiectarea web, lobby și eforturile de a obține voturi.

## Oportunități educaționale
Mai multe universități [din America] oferă titluri universitare în management politic și politici aplicate. Câteva binecunoscute programe universitare includ Graduate School of Political Management la George Washington University (Universitatea George Washington), Campaign Management Institute la American University (Universitatea Americană), Bliss Institute of Applied Politics la University of Akron (Universitatea din Akron) și Political Campaigning Program la University of Florida (Universitatea Florida). În mod curent, numai Universitatea George Washington oferă Studii universitare de masterat online în management politic.
Un program de masterat canadian (MPM) a început recent la Carleton University din iulie 2012, fiind singurul titlu academic de acest tip concentrat pe Politica Canadei.